# کریگ شفر
کریگ شفر (انگلیسی: Craig Sheffer؛ زادهٔ ۲۳ آوریل ۱۹۶۰) هنرپیشه اهل ایالات متحده آمریکا است.
از فیلم‌هایی که وی در آن نقش داشته است، می‌توان به کله‌خراب، رودخانه‌ای از میان آن می‌گذرد، برزرکر، فلای‌پیپر، پاییز، گور، آب سر بالا، آتش در آمازون، قاتلان جاده‌ای، سایه یک شک، بال‌های شجاعت، طرح، آشفتگی ۲، آشفتگی ۳، عشق دروغ خونریزی، هزارتو و وقتی که او بیرون بود اشاره کرد.